# 新俄勒岡 (紐約州)
新俄勒岡（英語：New Oregon）是位於美國紐約州伊利縣的非建制地區。

## 歷史
新俄勒岡的郵局於1854年設立，其後於1903年停運。

## 地理
新俄勒岡所處的海拔為高於海平面326米（即1070英呎），而該地所採用的時區為UTC-5，即北美东部时区（EST）。同時該地設有夏令時間，為UTC-5調快一小時，即UTC-4（EDT）。